# Argyreia mollis
Argyreia mollis là một loài thực vật có hoa trong họ Bìm bìm. Loài này được (Burm. f.) Choisy mô tả khoa học đầu tiên năm 1833.

## Hình ảnh

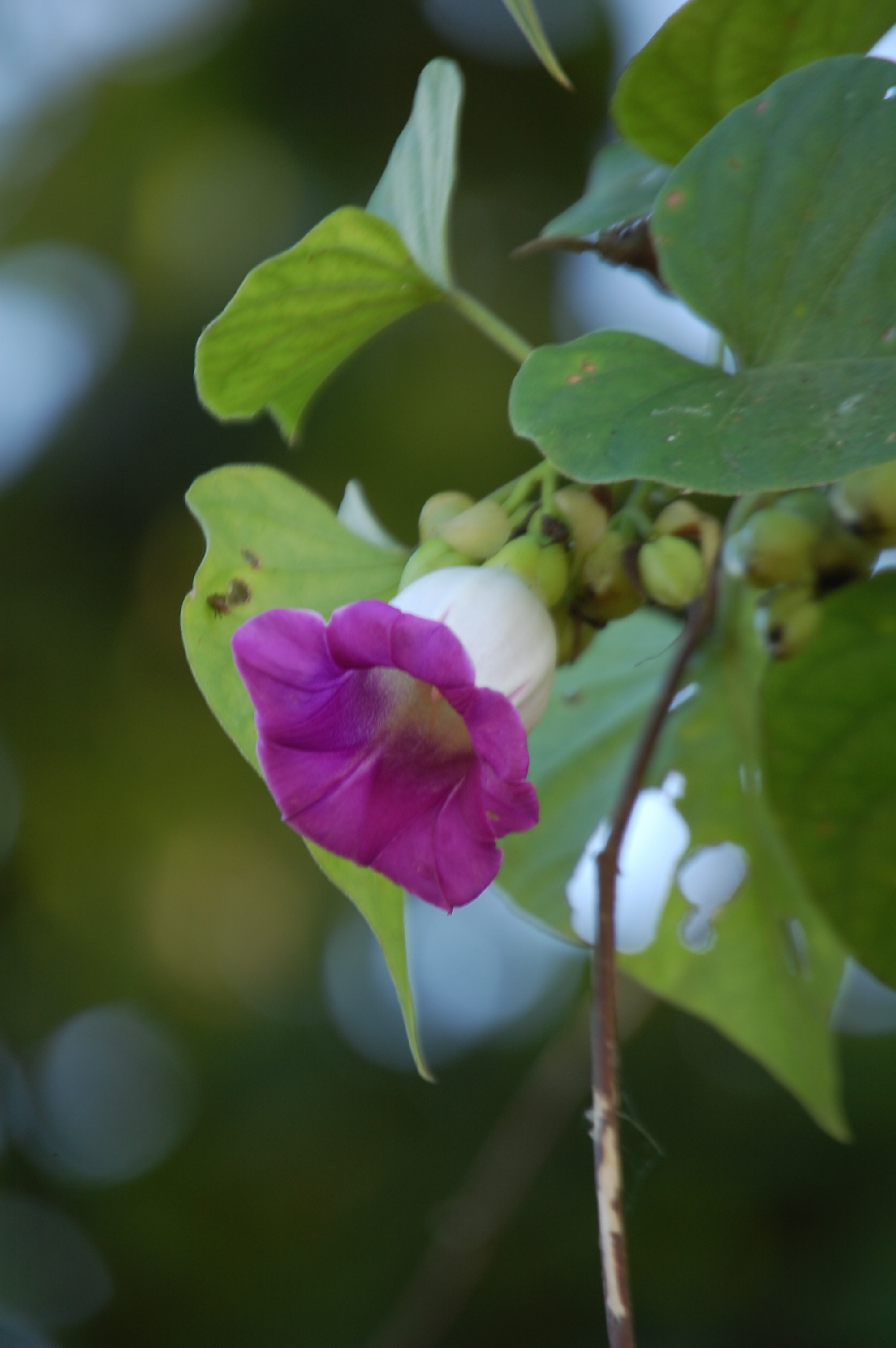